# Нітрид галію
Нітрид галію (GaN) — прямозонний AIIIBV напівпровідник з шириною забороненої зони 3,4 еВ, що знайшов широке використання в блакитних світлодіодах.
Нітрид галію є твердим стабільним матеріалом зі структурою вюртциту, високою теплоємністю та теплопровідністю. Завдяки широкій забороненій зоні нітрид галію використовується для виробництва світлодіодів та лазерів, що випромінюють в ультрафіолеті та блакитній області спектру. Для виробництва діодів використовуються тонкі плівки матеріалу, вирощені на сапфірі або карбіді кремнію. Для отримання провідності n-типу його легують кремнієм або киснем, для провідності p-типу — магнієм.